# 覃卫国
覃卫国（1970年6月—），男，壮族，广西贵港人，中国共产党党员。中华人民共和国政治人物。现任中共安徽省委常委、政法委书记。

## 生平
曾任广西交通投资集团有限公司总经理、安徽省人民政府副秘书长（正厅级）、淮北市人民政府市长、中共淮北市委书记。
2024年5月，升任安徽省人民政府副省长、并兼任同省公安厅党委书记。7月，正式出任省公安厅厅长。
2025年7月，升任中共安徽省委常委、政法委书记。